# Pratt & Whitney F135
El Pratt & Whitney F135 es un motor de reacción de tipo turbofán con posquemador desarrollado para el caza polivalente monomotor Lockheed Martin F-35 Lightning II. La familia del F135 consta de distintas variantes, incluyendo una de empuje hacia atrás de tipo convencional, y una variante multiciclo con capacidad STOVL que incorpora un ventilador delantero de elevación. Los primeros motores de producción estaba previsto que fueran entregados en 2009.

## Variantes
- F135-PW-100 : Usado en el F-35A, variante de despegue y aterrizaje convencionales.
- F135-PW-400 : Usado en el F-35C, variante embarcada.
- F135-PW-600 : Usado en el F-35B, variante de despegue corto y aterrizaje vertical (STOVL por sus siglas en inglés).

## Especificaciones[2]

### Características generales
- Tipo: Turbofán
- Longitud: 5,5 m
- Diámetro: 1,29 m
- Peso en seco:  1700 kg

### Componentes
- Compresor de baja (LPC): 3 etapas
- Compresor de alta (HPC): 6 etapas
- Turbina de alta (HPT): 2 etapas
- Turbina de baja (LPT): 2 etapas

### Rendimiento
- Empuje: 191,35 kN (30.000lbf) con postquemador / 110 kN (25.000 lbf) sin
- Consumo específico: 322,8 Kg/kNh con postquemador
- Relación empuje a peso:  aprox 10:1
- Relación consumo a potencia: 
  - 1:0.59 con postquemador

### Desarrollos relacionados
- Pratt & Whitney F119

### Motores similares
- Eurojet EJ200
- Snecma M88
- General Electric F110
- General Electric F404
- General Electric F414
- Pratt & Whitney F100
- Pratt & Whitney F119
- Klimov RD-33
- Saturn AL-31
- Guizhou WS-13
- Shenyang WS-10